# 5211 Stevenson
5211 Stevenson este un asteroid din centura principală de asteroizi.

## Descriere
5211 Stevenson este un asteroid din centura principală de asteroizi. A fost descoperit pe 8 iulie 1989 la Observatorul Palomar de Carolyn S. Shoemaker și Eugene M. Shoemaker. Asteroidul prezintă o orbită caracterizată de o semiaxă mare de 2,29 ua, o excentricitate de 0,24 și o înclinație de 26,8° în raport cu ecliptica.